# Atlantis (Darknet-Markt)
Atlantis war ein Darknet-Markt, der im März 2013 gegründet wurde und neben The Silk Road und Black Market Reloaded der dritte Markt dieser Art war. Es war der erste Markt, der Litecoin akzeptierte.
Kurz nach der Gründung startete Atlantis eine aggressive Marketingkampagne, um mit Silk Road zu konkurrieren. Um Kunden zu einem Wechsel zu bewegen, konzentrierte Atlantis seine Strategie auf „Benutzerfreundlichkeit, Sicherheit, günstigere Tarife (für Händlerkonten und Provisionen), Geschwindigkeit der Website, Kundensupport und Umsetzung von Feedback“. Im Juni 2013 veröffentlichte Atlantis ein Werbevideo im Stil eines Startups, das große Aufmerksamkeit in den Medien bekam. In dem Video wurde Atlantis als „weltbester anonymer Online-Drogenmarktplatz“ angepriesen und es wurden Funktionen beschrieben, die bei den Wettbewerbern fehlen. Nach dieser Kampagne gab einer der Mitbegründer der Website bekannt, dass sie mehr als 1 Million Dollar an Umsatz erzielt haben.
Kurz nach der Operation Onymous wurde der Markt im September 2013 mit einer Frist von einer Woche geschlossen. Wie andere Märkte wie Black Flag schloss der Eigentümer von Atlantis die Seite aus Angst vor einer Verhaftung. Während des Prozesses gegen Ross Ulbricht wurde aufgedeckt, dass Ulbricht ein Tagebuch geführt hatte, in dem einer der letzten Einträge lautete: „Atlantis wurde geschlossen. Ich erhielt eine Nachricht von einem ihrer Mitarbeiter, der sagte, dass sie wegen eines FBI-Dokuments, das ihnen zugespielt wurde und in dem Schwachstellen in Tor beschrieben werden, abgeschaltet haben.“ Es gibt Quellen, einschließlich der Mitarbeiter der Seite, die glauben, dass die Schließung ein regelrechter Diebstahl war, bei dem die Besitzer die Bitcoins der Nutzer gestohlen haben.